# Zagenicht
Der Zagenicht ist ein Berg in Namibia mit einer Höhe von 2007 m. Der Berg liegt in den Erosbergen, rund 4 km östlich von Brakwater.